# カエムワセト (ラムセス2世の息子)
カエムワセト（Khaemwaset）は、エジプト新王国第19王朝のファラオラムセス2世の第4王子である。
父ラムセス2世の治世下プタハの最高司祭を務め、メンフィス地区を中心とするナイル河流域に多大な業績を残し父の治世に貢献した。晩年にはメンフィス知事と王太子も務めたが治世55年頃父に先立ち死去。また歴史的建造物、墓、寺院の識別と復元における彼の研究と業績により、世界最古のエジプト考古学者とも言われる。カエムワセトの名は（カが「現れる者」エムが「～の中に」ワセトが「テーベ」を表し）「テーベに現れし者」を意味する。

## 生涯

### 幼少期
カエムワセトは祖父セティ1世の治世下当時王太子であった父ラムセス2世の第4王子、その妃である母イシスネフェルト1世の次男として生まれる。カエムワセトは外国の紛争の間に兄弟と共に育ち、父ラムセス2世が建築したカルナック神殿からアブ・シンベルに至るまで多くの大神殿の壁に描かれた。治世5年目のカデシュの戦いや治世10年目のダプールの戦いの様子では兄弟と共に勇敢に戦う王子の一人として描写されている。

### プタハの最高司祭
その後カエムワセトは多くの兄弟とは違いプタハ神の神官の職に就いた。プタハ神は首都メンフィスの主として崇拝されていた神であり、プタハ神の神官は当時のメンフィス地区では大きな権力を持っていた。当初は上司の神官がいたようだと言われているが、ラムセス2世の治世25年頃にプタハ神の最高司祭の地位を得たとされる。これはテーベのアモン神官団の勢力を削ぐラムセス2世の政治的戦略だと考えられている。プタハの最高司祭は伝統的に「（プタハ神の）セム神官（Sem Priest of Ptah）」と「職人達の最高統率者（The Greatest of the Directors of Craftsmanship）」という称号を持ち多様な職務が課せられていた。主神プタハの祭儀だけではなく墓地区の神ソカルをはじめとするメンフィス地区の様々な神々の祭儀を司り、聖牛アピスの葬儀も担当することになっていた。またプタハは冥界神だけではなく工芸の神でもあったため、「職人達の最高統率者」の称号が示す通り建築士、石工、彫刻師、金銀細工師などの職人たちの統括する立場であった。カエムワセトの業績は王子という地位とこの職権に基いて行われたものである。
・プタハ神殿の増築
メンフィスの町の中心には古くからプタハ神殿がありラムセス2世はこれを大きく増築した。古代エジプトの王達はこの様に古い神殿に増築したり改築を行ったりし　神殿の規模を大きくするというのが常であった。ラムセス2世は古い神殿の東側に増築を施し南側には門を建造し自分の巨像を幾つも据えた。また西側にも立派な門を建造したがその付近から発見された鎮壇具にはラムセス2世と並びカエムワセトの名前も記されていた。このことから最高司祭として神殿に関する実際の工事の指揮を担当していたとされる。
・聖牛アピスの埋葬及びセラペウムの改築
メンフィスのプタハ神殿で神の使いとして飼育されていた聖牛アピスは人間と同じような丁重な葬儀の後に墓に埋葬された。この葬儀を執り行うのもプタハの最高司祭の務めであった。ラムセス2世の治世16年、カエムワセトは当時のプタハ神最高司祭フイ（曖昧さ回避）の補佐として彼と兄である第2王子ラムセス将軍、そして上エジプトの宰相であったパセルと共に葬儀に参加している。その後治世30年から55年までの間埋葬を取り仕切ったのがカエムワセトである。それまで聖牛アピスはサッカラの西のはずれセラペウムに一頭に対し一基の墓穴を岩盤にうがち、その地上に祠を建てるという単独墓の形式であった。治世30年度には形式通り単独墓に埋葬したがそれ以降にカエムワセトは新しい形式の墓を作り始めた。その墓は地下に長いトンネルのような回廊を掘ってその両側にいくつもの部屋を設け各部屋に一頭ずつ遺体を収めるという地下回廊形式である。この埋葬形式はプトレマイオス朝時代まで増築され活用された。
・セド祭の布告
古代エジプト王たちは王朝開闢以来何年かの治世の後にその後も王位を継続する能力があることを示すために「セド祭」という儀式を挙行した。新王国時代には治世30年に初回を、その後3年おきに2回目以降を実施することになっていた。ラムセス2世は67年にも及ぶ長い治世の間に10回以上のセド祭を行った。セド祭は王権に関わる重要な催事であるため祭りに先立ちその開催が国中に知らされた。治世30年の初回を皮切りに42年までの計5回の祭りに際して祭りの布告を宣誓する役割を担ったのがカエムワセトであった。彼が布告のためにエジプトの南の端にあたるアスワン付近を訪れたことがいくつかの遺跡に刻まれている。
・カエムワセト供養文の創出
カエムワセトはセム神官として当時の宗教界もリードする人物だったようで、ライデン博物館のハンス・シュナイダー博士によって「カエムワセト供養文」と名付けられたシャブティ（古代エジプトの副葬用の人形）の供養文を創出している。この供養文は冥界において死者かふさわしく暮らせるように祈願するものでカエムワセトによって初めてシャブティに書かれるようになってのち当時の貴族たちにも取り入られるようになった。

### 世界最古のエジプト考古学者
カエムワセトが「世界最古のエジプト学者」として名声高からしめたのは古記念物の調査・修復活動と呼ばれる行為からである。これは第19王朝の王たちは第18王朝以前の王たちとは血の繋がりが無かったために、セティ1世やラムセス2世は伝統的な神殿の復興や王朝開闢以前からの王統譜の編纂を行い古代エジプトの歴史を保護すると同時に正当な王朝の後継者としてアピールするという当時の政策に則ったものであった。ジョセル王やウナス王、サフラー王、ペピ1世のピラミッドやニウセルラー王の太陽神殿の化粧石にはその銘文が刻まれており、 また現在は残っていないがギリシャの歴史家ヘロドトスが紀元前450年頃にエジプトに訪れた際ギザの大ピラミッドにカエムワセトの銘文が書かれているのを見たと述べている。 活動範囲は広く北はギザから南はダハシュールまでの地域でその痕跡が見られる。　
しかしカエムワセトは個人的にも懐古趣味あるいは好古趣味があったらしく古王国時代第4王朝クフ王の王子カワブの墓から自ら発掘したその彫像に「私は古代の歴史や貴人たちを愛している」と書き記している。 また1991年に早稲田大学エジプト調査隊が発見したカエムワセトの葬祭殿と考えられている石造建造物はそういった好古趣味があったことを裏付ける根拠となった。

#### カエムワセトの葬祭殿
カエムワセトはそれまでアブ・シール南丘陵頂部遺跡の発掘調査以前から莫大な業績と共によく知られる存在であったが、どのような人物であったのかが本人所属の建物が発見されていないこともあり謎であった。そのような状況な中で1991年に発見されたこの石造建物は世界中の研究者の注目と期待を集めることになった。
北はアブロワシュ、ギザ、アブグラブ、アブ・シール、東にはサッカラと主要なピラミッド群、修復活動を繰り広げたであろう古王国時代の記念物が全て一望できる場所から発掘されたその石造建築物は非常に変わった特徴を持っていた。というのもポルティコや外壁装飾等至る所に古王国時代の影響が認められたのである。このことからカエムワセトは実際に古王国時代の建造物を観察・調査していただけではなく自分の建造物に取り入れていたことがわかった。ただしカエムワセトは古王国時代の様式をそのまま模倣するのではなく、独自の解釈を加え新王国時代の様式と融合させて用いている。これは同時代の新王国時代の官僚達の墓の装飾には全く反映されてなく、他に類例が見られていないことからカエムワセトの独創性を物語っている。

## 魔術師カエムワセトの物語
カエムワセトは死後1000年経ても人々に賢者として記憶されプトレマイオス朝時代以降二つの物語で主人公として登場する。これらの物語では彼は「サトニ・ハームス（Setne Khamwas）」という名前であり、これは「セム神官のカエムワセト（setem-priest　Khaemwaset）」が変形したものと考えられている。また「セトナ・カエムワセト」と表記されているものもある。
現在カイロ博物館に収蔵されている物語はプトレマイオス朝時代にデモティックの書体でパピルスに書かれたもので「トートの書」を巡る物語である。トートによって書かれたその本には二つの呪文を収録されていることが語られる。その一つは天地、海と山、さらに地獄にまで魔法を用いることができ、もう一つは死して地下に収められても生きていた頃の地上での姿を保ち続けることが可能になるものだという。物語によれば、本は元々コプトスの近くのナイル川の底に隠されており、そこでは、蛇によって守られる一連の箱の中に保管されていた。エジプト人の王子ネフェルカプタハ (Neferkaptah) は蛇と戦い、本を取り出した。しかし、彼の盗みに対するトートからの処罰によって、神々が彼の妻と息子を殺害した。ネフェルカプタハは自殺し、本と一緒に埋葬された。幾世代後になって、物語の主人公カエムワセト（サトニ・ハームス）は、ネフェルカプタハの霊が抵抗するにもかかわらず、本をネフェルカプタハの墓から盗んだ。その後、カエムワセトは美しい女性に会ったが、彼女はカエムワセトに対し、彼の子供たちを殺害しファラオの前で自尊心を傷つけることをそそのかした。彼はこの出来事がネフェルカプタハによって考案された幻覚であったことに気付いた。そして、さらなる報復を恐れて、ネフェルカプタハの墓に本を戻した。それからカエムワセトは、ネフェルカプタハから、彼の妻と息子の身体を取り戻し、二人を彼の墓に置くよう頼まれ、カエムワセトがそれを成し遂げてこの物語は終わる。
もう一つの物語はローマ時代にデモティックの文字で書かれたもので現在大英博物館に収蔵されている。こちらはカエムワセトとその息子シ・オシリスの物語で、幼いころから不思議な力を持った賢明な子供シ・オシリスはその父であるカエムワセトを冥界に連れて行ったり、開封していない密書の内容を言い当て父を助ける。終盤にはシ・オシリスは自分の正体を明かし両親の前から姿を消すという物語である。
これらの話は必ずしも史実に基づいている訳ではないが数々の功績を残したカエムワセトが死後も人間界と神々の世界を繋ぐ賢者、あるいは魔術師として語り継がれてきたということを示している。

## 家族
カエムワセトはラムセス2世と妃イシスネフェルト1世の息子でありアスワンの岩壁碑文やゲベル・アル＝シルシラにあるホルエムヘブ王の岩壁神殿の壁画から兄に将軍職や王太子を務めた第2王子ラムセス（曖昧さ回避）、弟に後のファラオとなる第13王子メルエンプタハ、父の正妃となる姉第1王女ビントアナトの少なくとも3人の同母兄弟がいるとされる。
妻については詳細がほとんどわかっていないが息子2人、娘が1人いたことが知られている。長男ラムセス・次男ホリ（曖昧さ回避）の両者ともにプタハで神官職につき、ホリは祖父ラムセス2世の治世終盤から叔父メルエンプタハの治世の間父と同じくプタハの最高司祭の地位に就いている。娘であるイシスネフェルト2世については叔父であるメルエンプタハの妃となった説がある。 
また孫であるホリは第19王朝セティ2世の治世から第20王朝ラムセス3世の治世の間宰相職を務めていたとされる。

## 登場作品
セトナ皇子(仮題)：中島敦著。上記のカエムワセトとトートの書を巡る話を元にした「古譚」系統の草稿と推察されている。